# Osxépkovo (Perm)
|  | Per a altres significats, vegeu «Osxépkovo». |

Osxépkovo (en rus: Ощепково) és un poble del krai de Perm, a Rússia, que en el cens del 2010 tenia 37 habitants.